# Shaanbeikannemeyeria xilougouensis
Shaanbeikannemeyeria xilougouensis è un terapside estinto, appartenente ai dicinodonti. Visse nel Triassico medio (Anisico, circa 245 - 243 milioni di anni fa) e i suoi resti fossili sono stati ritrovati in Asia.

## Descrizione
Questo animale era di grosse dimensioni se rapportato agli altri dicinodonti, e poteva raggiungere i due metri di lunghezza. Come gli affini Kannemeyeria e Sinokannemeyeria, Shaanbeikannemeyeria era dotato di arti e corpo molto robusti, e di un cranio dal muso massiccio. Shaanbeikannemeyeria era caratterizzato dai seguenti tratti distintivi (autapomorfie): occipite fortemente inclinato rispetto al palato in modo tale che il cranio sia molto più corto basalmente che dorsalmente, processi posterodorsale premascellare a forma di spada, margine tagliente alto e dorsalmente convesso sul bordo mediale della superficie dorsale del dentario, lamina riflessa con un processo posteroventrale separato e 15 vertebre dorsali (Liu, 2022).

## Classificazione
Shaanbeikannemeyeria xilougouensis venne descritto per la prima volta nel 1980, sulla base di fossili ritrovati nel bacino di Ordos, nella formazione Ermaying in Cina. Altri fossili rinvenuti in Mongolia Interna vennero originariamente ascritti a una nuova specie, S. buergondia, ma successivamente sono stati ricondotti alla specie tipo. Shaanbeikannemeyeria è un tipico rappresentante dei kannemeyeriiformi, un gruppo di dicinodonti tipici del Triassico e caratterizzati da grandi dimensioni e forme pesanti. 

## Paleobiologia
Shaanbeikannemeyeria xilougouensis mostra variazioni sulla morfologia cranica, come l'altezza dell'occipite rispetto alla larghezza, la punta del muso (affilata od ottusa), la forma della porzione orbitale dell'arco zigomatico e la forma del processo caniniforme. Alcune variazioni potrebbero essere correlate all'ontogenesi, come lo sviluppo del processo caniniforme e della zanna, l'estensione posteriore della mascella sull'arco zigomatico, la distanza tra il frontale e la premascella, l'ampiezza della barra intertemporale e il grado di esposizione dei parietali.

## Paleoecologia
Shaanbeikannemeyeria proviene dalla Formazione Ermaying, che produce anche i generi Fenhosuchus, Eumetabolodon, Halazhaisuchus, Guchengosuchus, Neoprocolophon, Ordosiodon, Wangisuchus e Shansisuchus.